# Стикин (река)
Стики́н (англ. Stikine River) — река, протекающая на северо-западе канадской провинции Британская Колумбия и на юго-востоке американской Аляски. Длина — 539 км. Течёт по пересечённой местности к востоку от Берегового хребта, затем минует горы через троговую долину и впадает в канал «Восточный проход» (англ. Eastern Passage) к северу от города Врангель, расположенного на восточной оконечности острова Врангеля (архипелаг Александра).

## Этимология
Название происходит от тлинкитского топонима Shtax' Héen, означающего «туманная река» (из-за нерестящихся лососей), либо «горькая вода» (из-за сильных нагонов в устьевой части реки).

## Гидрография

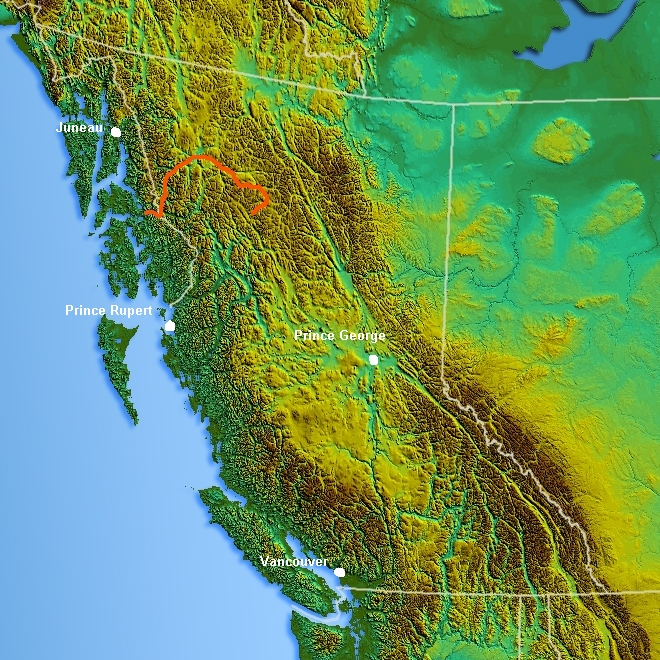

Бассейн реки составляет 49 800 км². Большой Каньон реки Стикин сравнивался (в том числе натуралистом Джоном Мьюром) с Йосемитским.
Река Стикин берёт начало на плато Спатсизи (юго-восточной части плато Стикин), большом всхолмлённом плато между горами Кассиар на востоке и хребтами Бундари на западе. Оттуда река по широкой дуге, обращённой к северу, течёт, поворачивая на запад и юго-запад, минуя золотые прииски и деревню индейцев Талтан у устья Телеграф-Крик. Выше по течению от устья Телеграф-Крик находится 75-километровый Большой Каньон реки Стикин (глубиной до 300 м), верхняя часть которого заканчивается в районе пересечения рекой 130-й долготы. Перед устьем Телеграф-Крик, которая была конечным пунктом судоходного участка реки в годы Стикинской и Кассарской золотых лихорадок, река прорезается через нагорье Талтан, где сливается с реками Туя и Талтан. Значительно ниже по течению неподалёку от американо-канадской границы Стикин сливается с рекой Искут (и некоторыми другими, в том числе Поркупин и Чутин). Далее река протекает по территории провинциальных парков «Грейт-Глейшер» и «Шокет Хот Спрингс» и минует старый таможенный пост в городе Стикин (Британская Колумбия), ниже которого река врезается глубоким ущельем в хребет Бундари, формируя вдоль границы Большой Каньон реки Стикин. Нижнее течение реки протекает по территории Аляски (64 км), где река формирует дельту напротив острова Митков, в 40 км севернее города Врангель; здесь же Стикин сливается с каналом Фредерик-саунд и проливом Самнера. Геологическая служба США описывает эстуарий реки, как часть Восточного Прохода — фьорда к востоку от острова Врангеля.

## История освоения
Река судоходна на протяжении 210 км от устья. Тлинкиты использовали её как транспортную артерию для доступа во внутренние районы. Первым европейским исследователем реки был Самюэль Блэк, который достиг верховьев реки во время экспедиции 1824 года. Более детальные исследования провёл Роберт Кэмпбелл в 1838 году, изучавший по заданию Компании Гудзонова залива возможность трансконтинентальных водных маршрутов (на каноэ). В 1897 году нижняя треть течения изучалась Джоном Мьюром, писавшем о «Йосемите длиной в сотни километров». Мьюр насчитал более 300 ледников и снежников в окрестностях долины. Большой Каньон реки Стикин к настоящему моменту успешно и полностью пройден менее чем 50-ю каякерами и считается одним из сложнейших участков в мире.

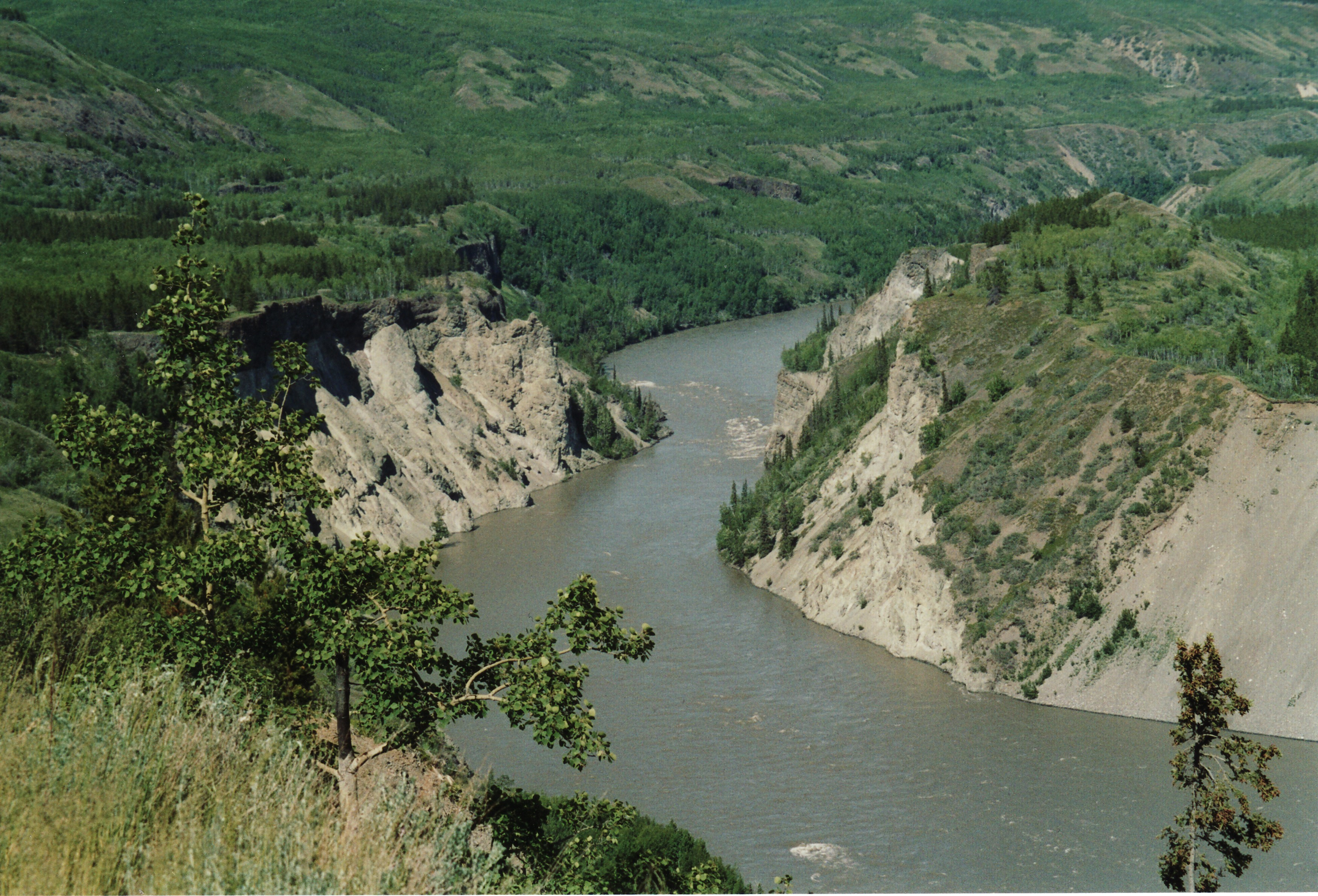
Большой каньон реки Стикин

С 1897 по 1898 годы именно по реке Стикин проходила одна из наиболее оживлённых троп, по которым золотоискатели добирались в долину Юкона. Несколько проектов дорожного строительства в данном регионе были разработаны с целью включения Доусона в общеканадскую дорожную сеть. Инженерные работы были выполнены, и строительство уже готово было начаться, но американское правительство и сенат США помешали осуществлению грандиозного 500-километрового проекта, для которого уже были построены несколько речных пароходов для доставки строительных материалов во внутренние районы. Таким образом, первый мост через Стикин был построен лишь в 1970-х годах (часть трассы Стьюарт-Кассар). В 1980 году компания BC Hydro начала изучать возможность постройки плотины в Большом Каньоне, однако план был быстро сведён на нет масштабными протестами экологических и других общественных организаций. Ныне устье реки является частью охраняемой территории Стикин-Леконте.
Река широко известна благодаря огромному количеству нерестящихся лососёвых. Сила потока в Большом Каньоне не позволяет рыбе подниматься вверх по течению самой реки, поэтому основной нерест проходит в верховьях притоков нижней трети реки.

## Фотографии

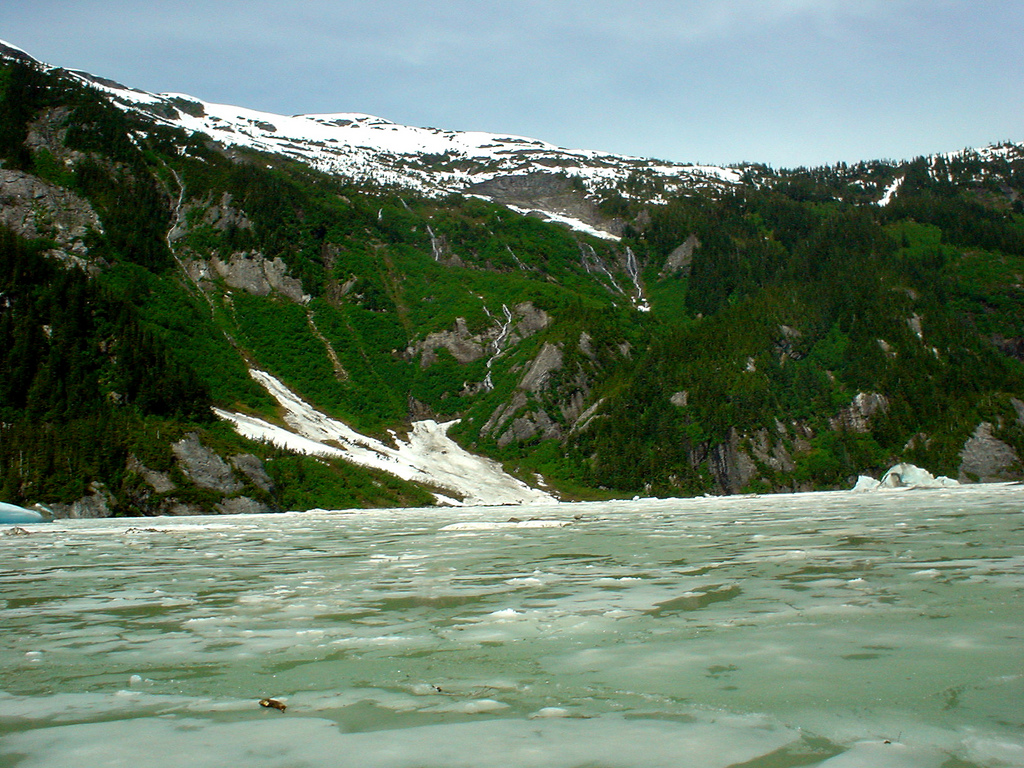
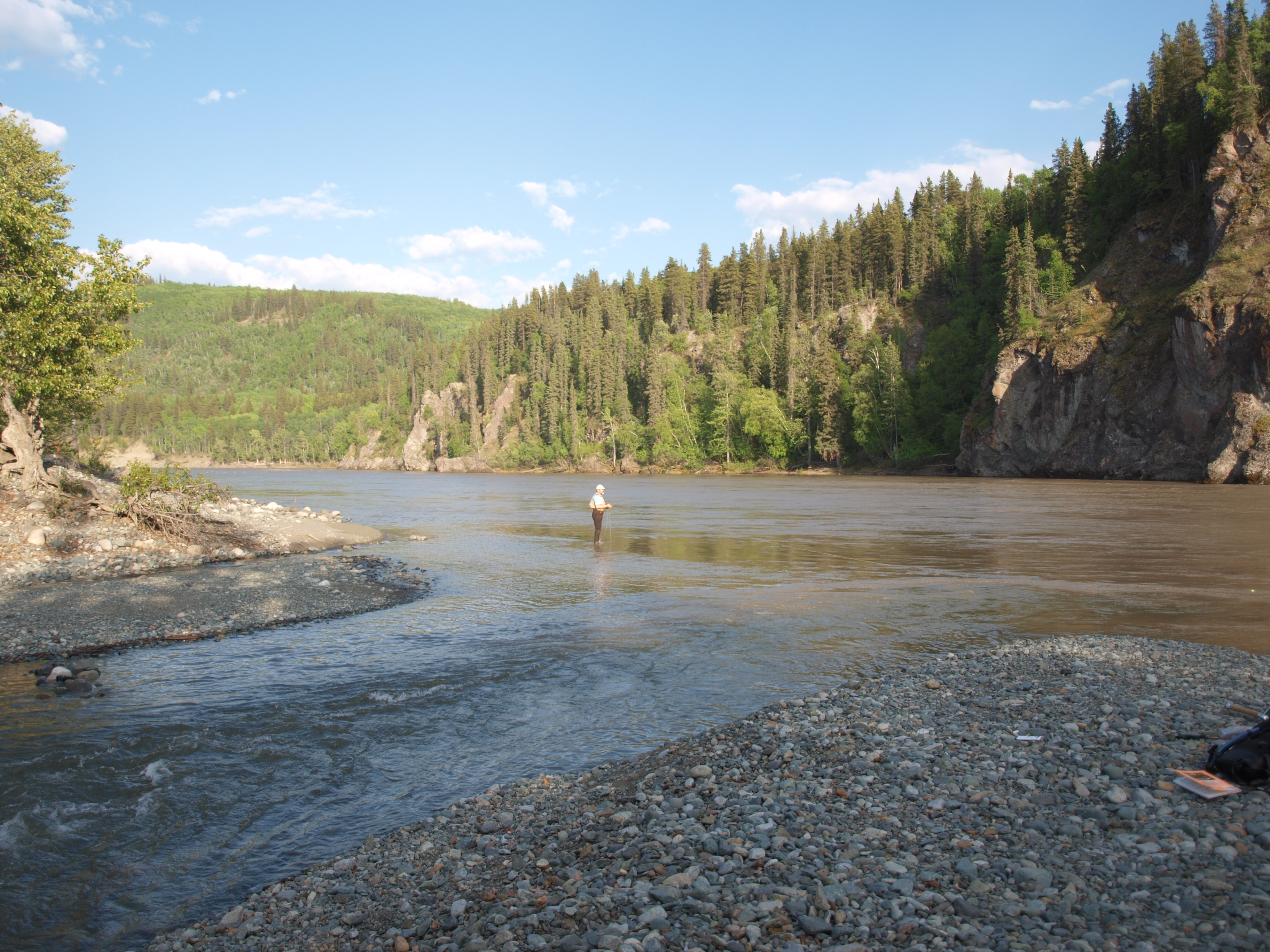
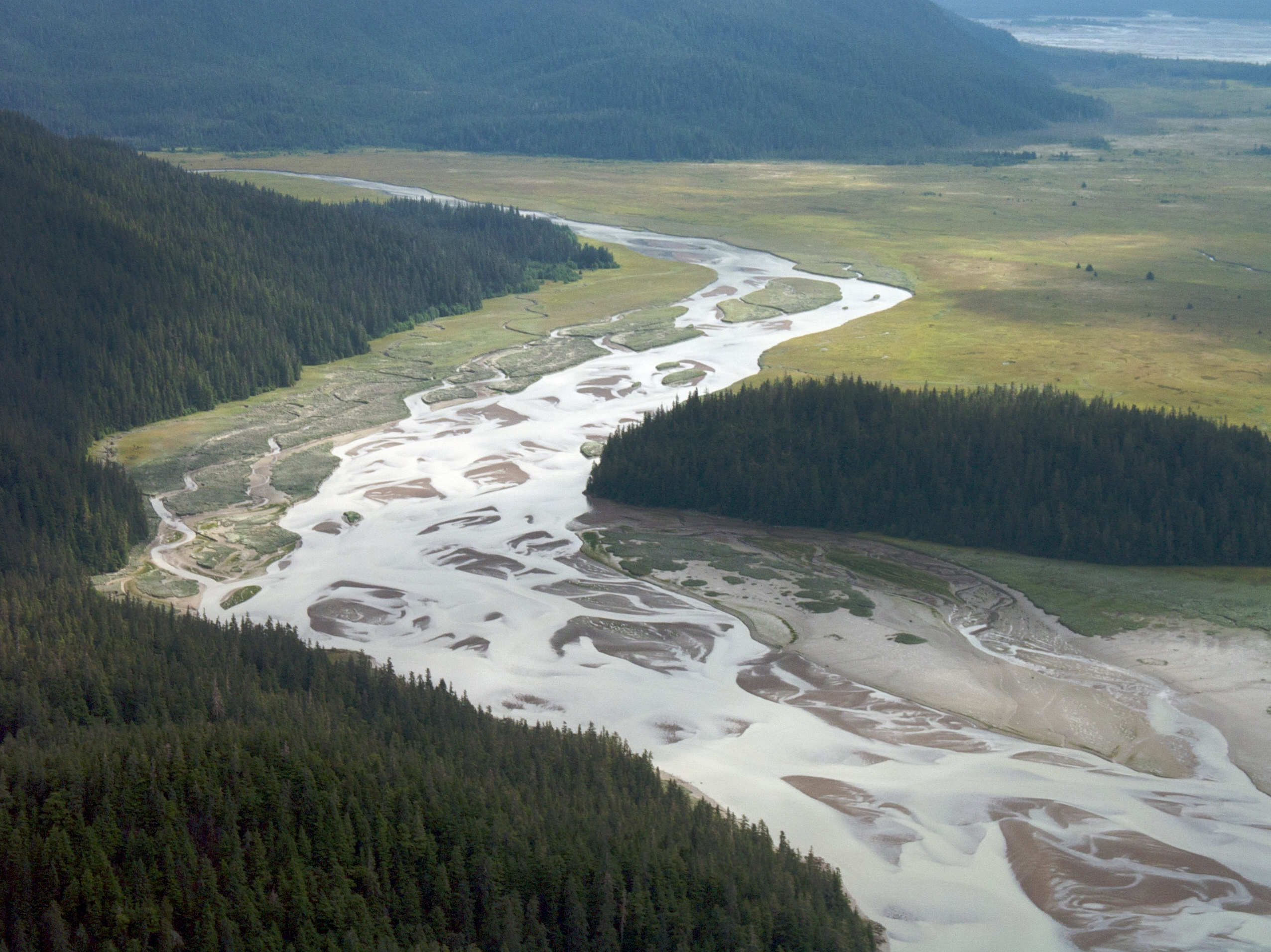

## Притоки
В порядке от устья к истоку в реку Стикин впадают:
- Duti River
- Chukachida River
- Spatsizi River
- Pitman River
- McBride River
- Klappan River
  - Little Klappan River
- Tanzilla River
- Klastline River
- Tuya River
  - Little Tuya River
- Tahltan River
  - Little Tahltan River
- Chutine River
- Porcupine River
- Choquette River
- Scud River
- Iskut River
  - Little Iskut River